# Rhynchopalpus
Rhynchopalpus is een geslacht van vlinders van de familie visstaartjes (Nolidae), uit de onderfamilie Nolinae.

## Soorten
- R. argentalis Moore, 1867
- R. brunella Hampson, 1893
- R. harthani Holloway, 1976
- R. lilliptiana Inoue, 1998
- R. subfuscataria Inoue, 1998